# والاس ورسلي
والاس ورسلي (بالإنجليزية: Wallace Worsley)‏ هو مخرج وممثل أمريكي، ولد في 8 ديسمبر 1878 في وابينغرز في الولايات المتحدة، وتوفي في 26 مارس 1944 في هوليوود في الولايات المتحدة.

## أعمال

### أفلام
- (1917) النفقة

## وصلات خارجية
- والاس ورسلي على موقع IMDb (الإنجليزية)
- والاس ورسلي على موقع أول موفي (الإنجليزية)
- والاس ورسلي على موقع قاعدة بيانات برودواي على الإنترنت (الإنجليزية)
- والاس ورسلي على موقع قاعدة بيانات الفيلم (الإنجليزية)